# Límites del ciudadano (Burgerziel)
El Burgerziel o Bürgerziel, al español "Límites del ciudadano" fue la designación de los límites, incluida el área fuera de las murallas de la ciudad, en ciudades de Suiza durante la época medieval y moderna.
El área también incluía el área de agricultura y posiblemente silvicultura, el entonces "Forzar y prohibir" (Twing und Bann). En el municipio de Windisch, por ejemplo, la portería de los ciudadanos se desplazó alrededor de la muralla de la ciudad a una distancia media de 150 metros. En el caso de la ciudad de Soleura, por otro lado, el área era significativamente más grande, incluyendo las antiguas aldeas de Feldbrunnen y Rüttenen. En estas áreas hubo caseríos y asentamientos agrícolas, algunos de los cuales fueron prohibidos en la ciudad, que luego fueron demarcados en la era moderna y se convirtieron en comunidades independientes. Sin embargo, la tendencia actual es que dichos municipios de aglomeración se integren nuevamente al área urbana, es decir, se vuelvan a incorporar.

## Literatura
- Bruno Amiet: Historia de Soleura. Volumen 1, 1951
- Oficina de Finanzas: Cantón de Soleura en cifras. Edición 2012

## Temas relacionados
- Forzar y prohibir (Zwing und Bann)